# مسجد فرط
مسجد فرط مربوط به سده‌های میانه دوران‌های تاریخی پس از اسلام است و در یزد، محله دارالشفاء، نزدیک دروازه مهریجرد واقع شده و این اثر در تاریخ ۱۵ دی ۱۳۷۵ با شمارهٔ ثبت ۱۸۲۵ به‌عنوان یکی از آثار ملی ایران به ثبت رسیده است.